# Konstantinos Paspatis
Konstantinos Paspatis (n. 5 iunie 1878, Liverpool, Anglia, Regatul Unit al Marii Britanii și Irlandei – d. 14 martie 1903, Atena, Regatul Greciei) a fost un jucător de tenis grec, medaliat olimpic. A participat la o ediție a Jocurilor Olimpice (1896) în care a câștigat o medalie de bronz.

## Participări
Lista de mai jos prezintă principalele competiții la care a participat Konstantinos Paspatis de-a lungul carierei.
- Antisfairisi stous Therinoùs Olympiakoùs Agones 1896 - Aplό andron[*]